# Mokollen
Der Mokollen (norwegisch) ist ein Hügel im Osten der subantarktischen Bouvetinsel im Südatlantik. Er ragt am Kap Lollo zwischen der Victoria-Terrasse-Küste und der Mowinckel-Küste auf.
Wissenschaftler des Norwegischen Polarinstituts benannten ihn 1980. Der weitere Benennungshintergrund ist nicht überliefert.